# Plesiodamaeus tabuencai
Plesiodamaeus tabuencai är en kvalsterart som beskrevs av Fernández och Cleva 2003. Plesiodamaeus tabuencai ingår i släktet Plesiodamaeus och familjen Gymnodamaeidae. Inga underarter finns listade i Catalogue of Life.